# Donacia antiqua
Donacia antiqua là một loài bọ cánh cứng trong họ Chrysomelidae. Loài này được Kunze miêu tả khoa học năm 1818.